# کریستن دالسگارد
کریستن دالسگارد (به انگلیسی: Christen Dalsgaard) (۳۰ اکتبر ۱۸۲۴–۱۱ فوریه ۱۹۰۷) نقاش دانمارکی و شاگرد فقید کریستوفر ویلهلم اکرسبرگ بود.

## زندگی‌نامه

### سنین جوانی و تحصیل

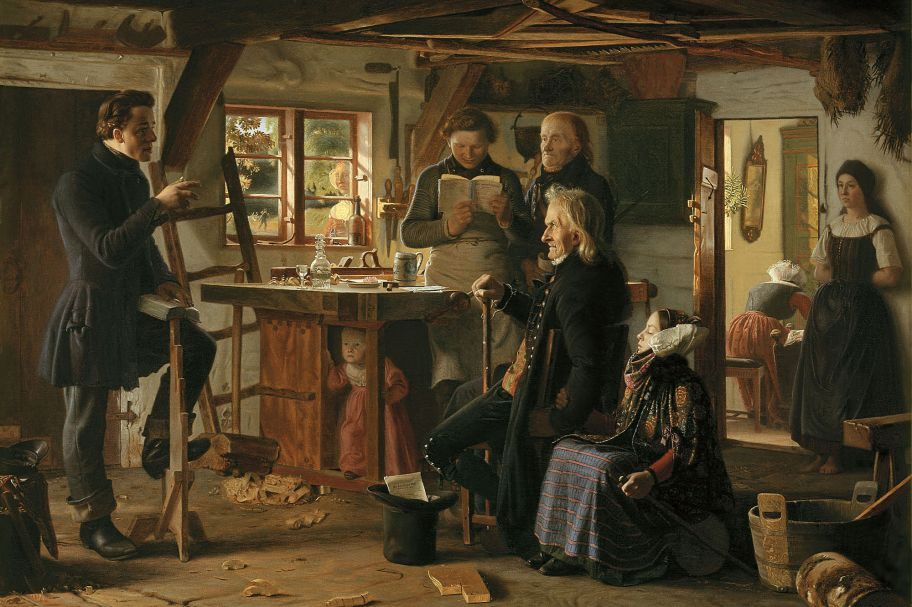
مورمون‌ها در بازدید از نجار در حومه شهر ("مورمون‌ها از نجار حومه شهر بازدید می‌کنند")، ۱۸۵۶

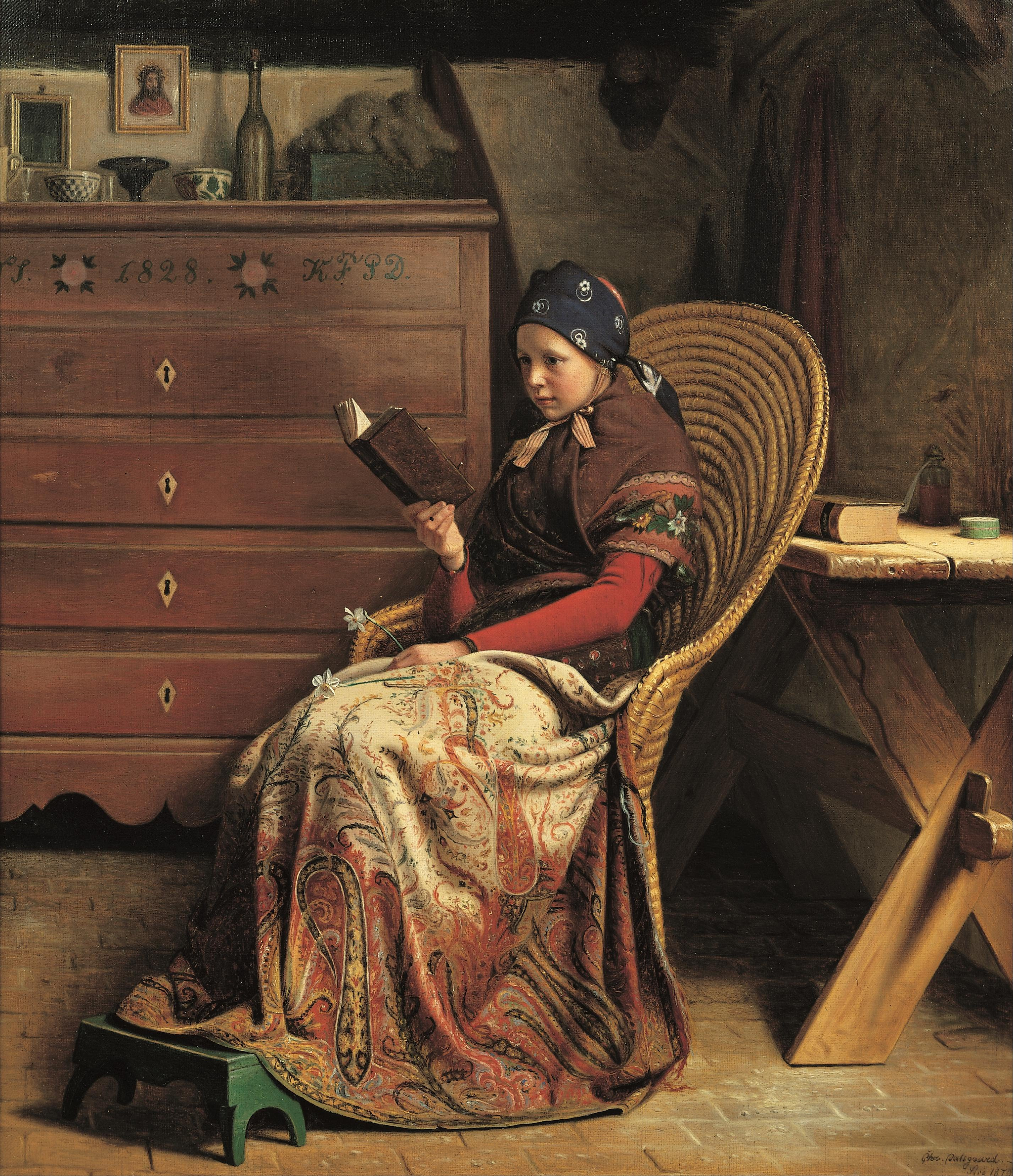
En rekonvalescent (بهبودیافته), ۱۸۷۰, در مجموعه هیرشپرونگ، کپنهاگ

کریستن دالسگارد در ۳۰ اکتبر ۱۸۲۴ به دنیا آمد. وی فرزند کرابسبولم مانور، صاحب املاک، واقع در نزدیکی اسکیو در یوتلاند بود. او علائم اولیه استعداد هنری را نشان داد و آموزش دید. در بهار سال ۱۸۴۱، نیلز رادماچر، نقاش چشم‌انداز، این هنرمند جوان را ترغیب کرد و والدینش را در استعداد پسرش متقاعد نمودد.
بعداً در همان سال به کپنهاگ سفر کرد و تحصیلات هنری خود را در آکادمی هنر سلطنتی دانمارک (دت کونگلیژ دانسکه کونستاکادمی) در اکتبر سال ۱۸۴۱ آغاز کرد. در دسامبر ۱۸۴۱ تحصیلات خصوصی را با نقاش مارتینوس روربی آغاز کرد. این دروس تا سال ۱۸۴۷ ادامه یافت.
در سال ۱۸۴۳ تحصیلات خود را در مدرسه آزاد نقاشی آکادمی و سال بعد در مدرسه گچ آکادمی شروع کرد. او در طول تابستان و تعطیلات، وقت خود را با کتاب‌های طراحی و با مطالعه منظره محلی، لباس و روش زندگی مشغول کرد. این‌ها پایه و اساس مادام العمر برای هنر او بودند.

### شکوفایی حرفه هنری
در سال ۱۸۵۵ او اولین محراب خود را در کلیسا در زادگاه خود اسکیو نقاشی کرد. وی در ادامه به نقاشی تعدادی از محراب‌های دیگر در سال‌های بعد پرداخت.
وی موفقیت بزرگ خود را در سال ۱۸۵۶ با نقاشی Mormoner på besøg hos en tømrer på landet («مورمون‌ها از نجار حومه شهر بازدید می‌کنند») داشته‌است. این نقاشی که تنها شش سال پس از ورود مبلغان به دانمارک خلق شده‌است، در فضای سایه دار یک کلبه در حومه شهر قرار دارد. گروهی از مردم در اطراف یک میز جمع می‌شوند و به پیام یکی از مبلغین گوش می‌دهند. فیلترهای نور از طریق یک پنجره کوچک و یک درب باز مشخص شده‌است. این اثر یک مطالعه از زندگی روزمره معاصر است و با دقت و جزئیات داخلی و لباس‌های مردم را به تصویر می‌کشد. این نقاشی در سال ۱۸۷۱ به گالری ملی دانمارک (موزه Statens Museum for Kunst) اهدا شد.

## آثار

Selected pictures
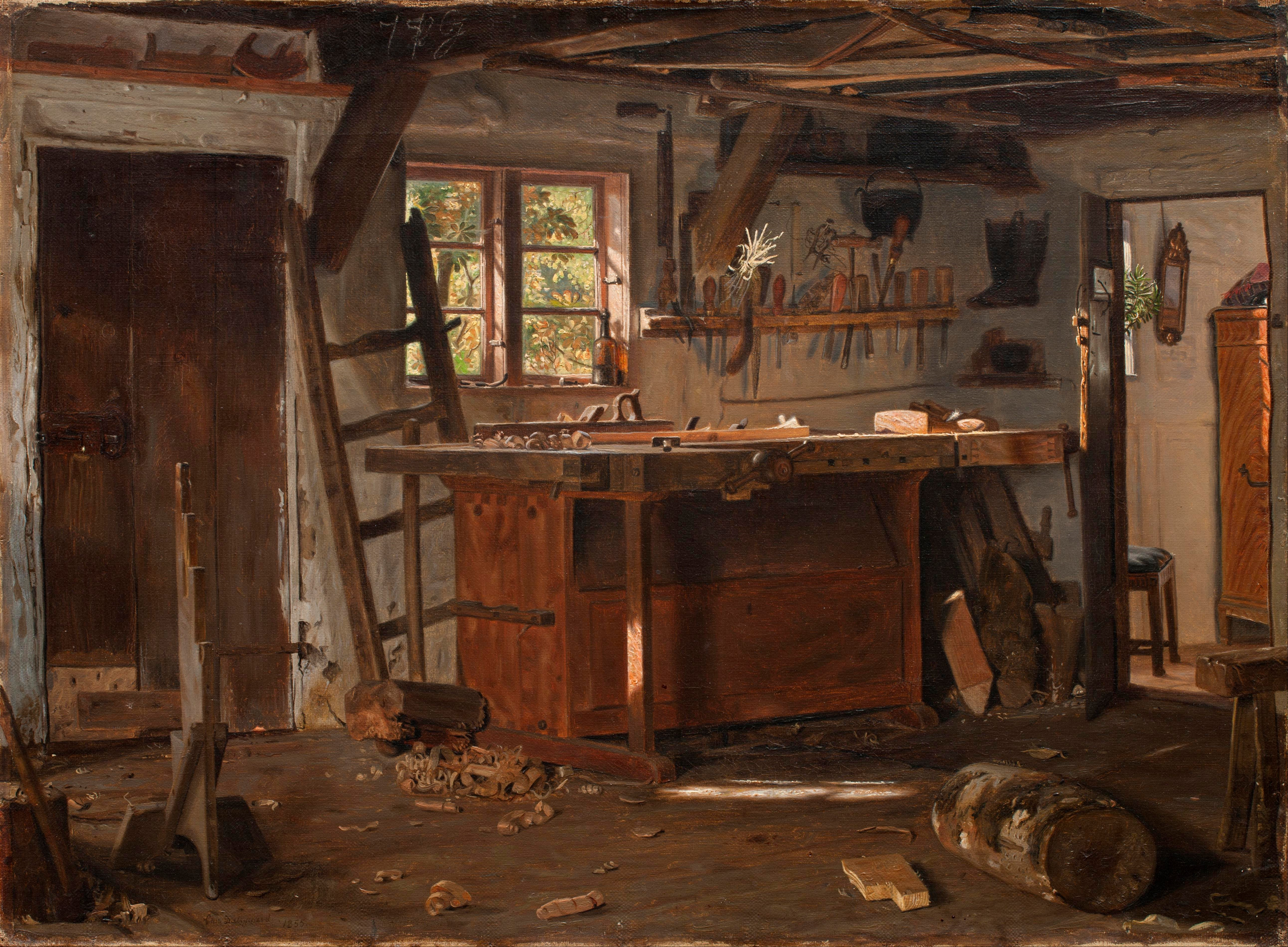
کارگاه نجاری، ۱۸۵۵
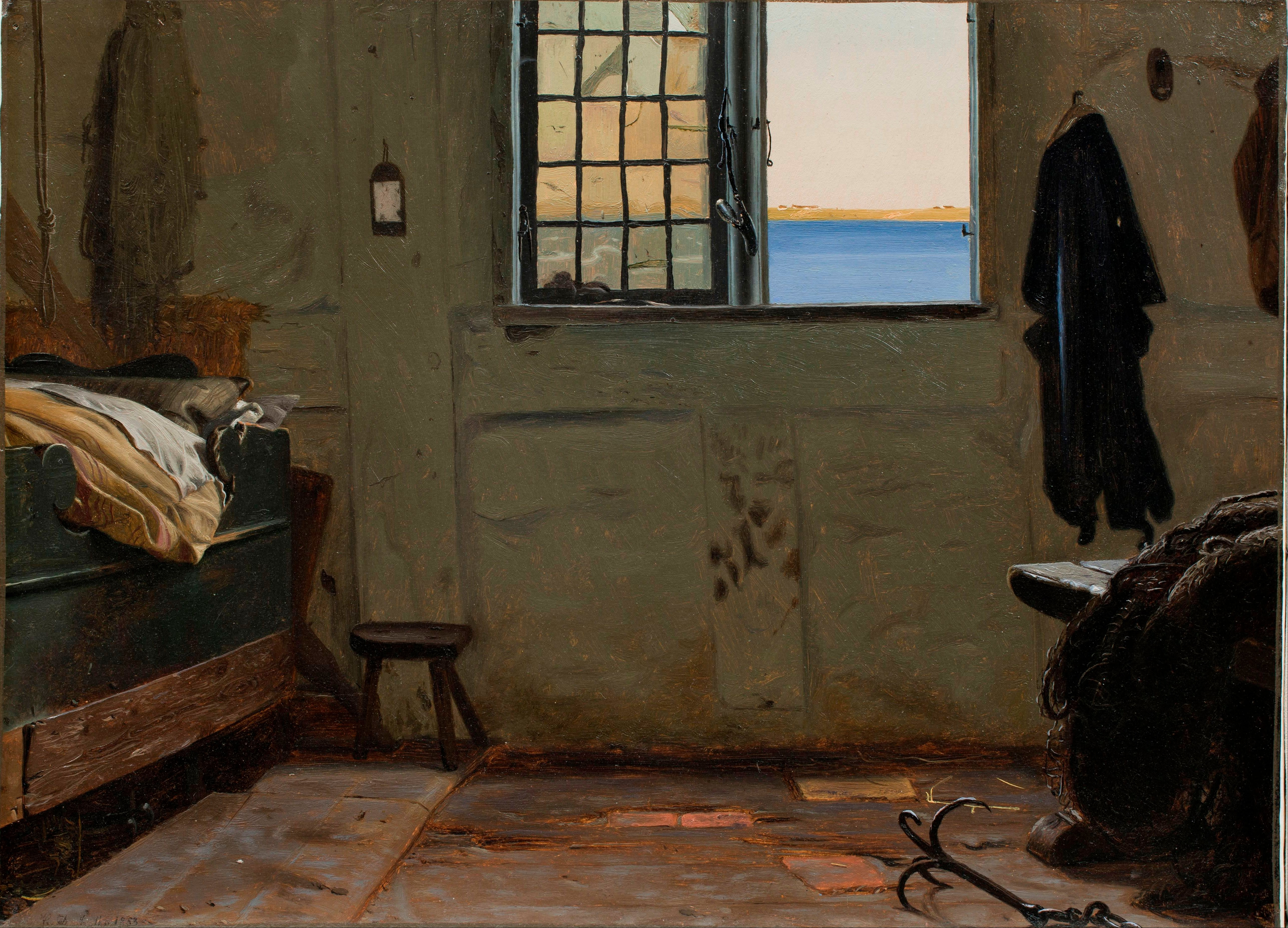
اتاق خواب یک ماهیگیر، ۱۸۵۳
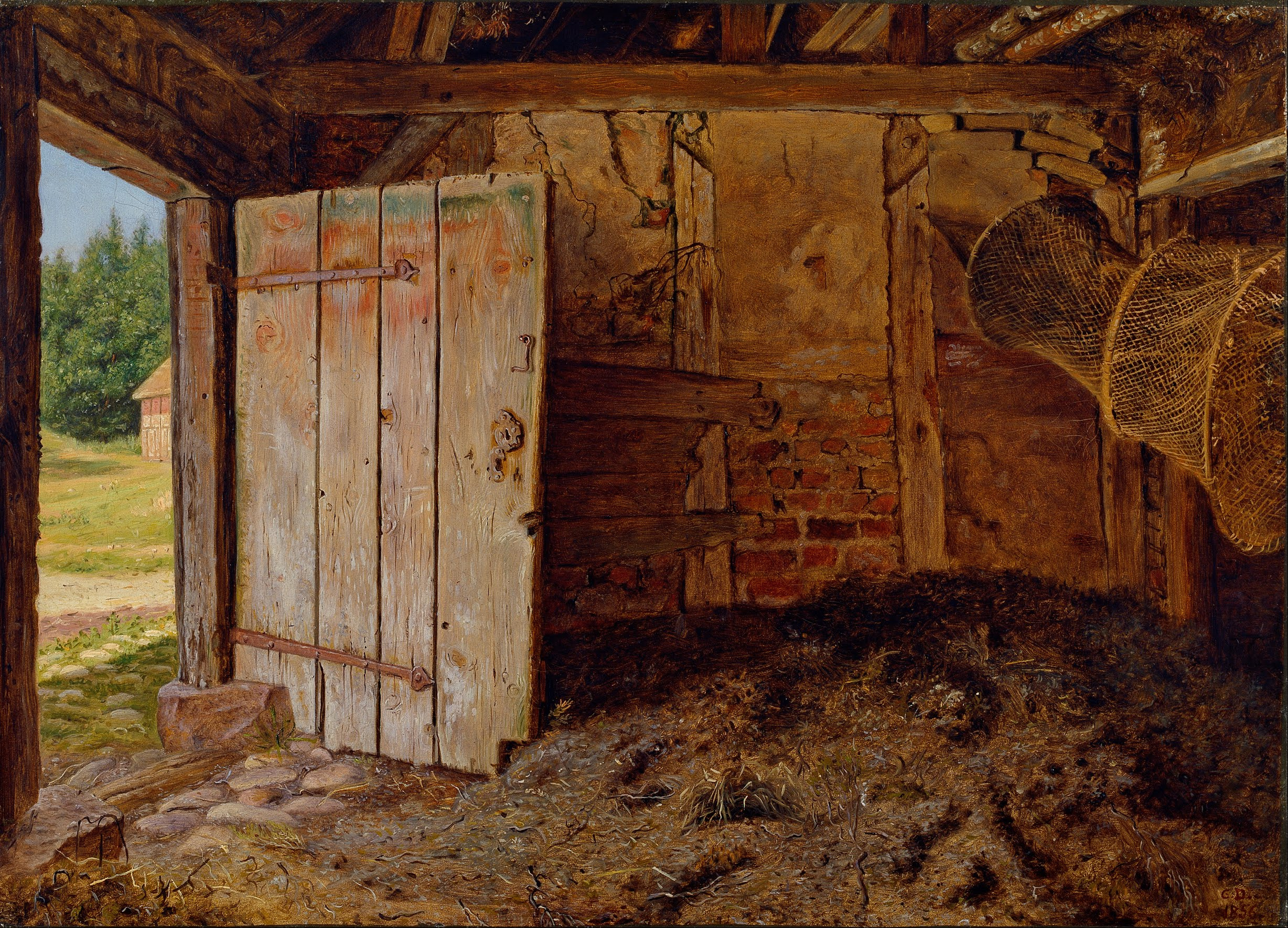
فضای داخلی خانه ، ۱۸۵۶
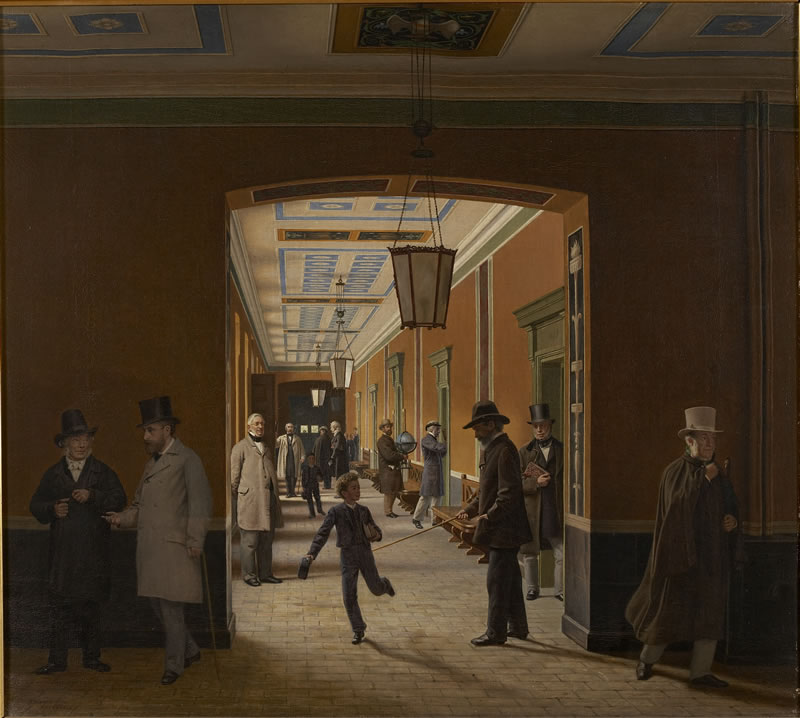
راهرویی در آکادمی سوقو، ۱۸۷۱
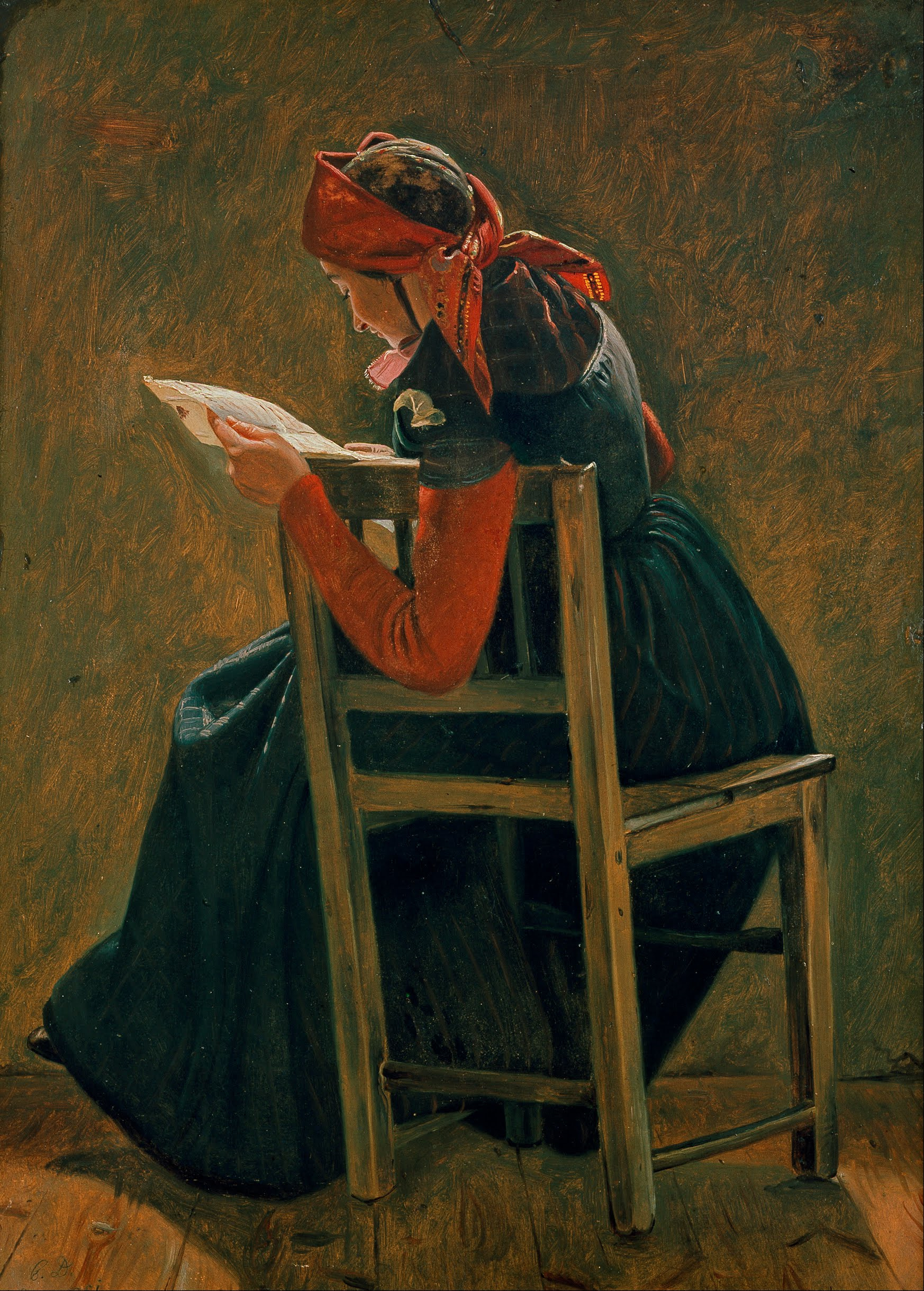
دختر جوانی در حال خواندن سالینگ